# Laires
Laires és un municipi francès situat al departament del Pas de Calais i a la regió dels Alts de França. L'any 2007 tenia 308 habitants.

## Demografia

### Població
El 2007 la població de fet de Laires era de 308 persones. Hi havia 113 famílies de les quals 20 eren unipersonals (8 homes vivint sols i 12 dones vivint soles), 36 parelles sense fills i 57 parelles amb fills.
La població ha evolucionat segons el següent gràfic:
Habitants censats

### Habitatges
El 2007 hi havia 133 habitatges, 113 eren l'habitatge principal de la família, 7 eren segones residències i 13 estaven desocupats. 132 eren cases i 1 era un apartament. Dels 113 habitatges principals, 82 estaven ocupats pels seus propietaris, 29 estaven llogats i ocupats pels llogaters i 2 estaven cedits a títol gratuït; 3 tenien dues cambres, 12 en tenien tres, 18 en tenien quatre i 80 en tenien cinc o més. 93 habitatges disposaven pel capbaix d'una plaça de pàrquing. A 51 habitatges hi havia un automòbil i a 47 n'hi havia dos o més.

### Piràmide de població
La piràmide de població per edats i sexe el 2009 era:
| Homes | Edats   | Dones |
| ----- | ------- | ----- |
| 0     | 95 o +  | 0     |
| 4     | 90 a 94 | 0     |
| 4     | 85 a 89 | 12    |
| 4     | 80 a 84 | 4     |
| 4     | 75 a 79 | 8     |
| 12    | 70 a 74 | 12    |
| 12    | 65 a 69 | 8     |
| 0     | 60 a 64 | 8     |
| 4     | 55 a 59 | 0     |
| 12    | 50 a 54 | 4     |
| 8     | 45 a 49 | 8     |
| 16    | 40 a 44 | 20    |
| 4     | 35 a 39 | 4     |
| 8     | 30 a 34 | 8     |
| 16    | 25 a 29 | 4     |
| 32    | 20 a 24 | 12    |
| 16    | 15 a 19 | 8     |
| 8     | 10 a 14 | 8     |
| 8     | 5 a 9   | 0     |
| 8     | 0 a 4   | 4     |

## Economia
El 2007 la població en edat de treballar era de 187 persones, 135 eren actives i 52 eren inactives. De les 135 persones actives 105 estaven ocupades (65 homes i 40 dones) i 30 estaven aturades (17 homes i 13 dones). De les 52 persones inactives 15 estaven jubilades, 12 estaven estudiant i 25 estaven classificades com a «altres inactius».

### Ingressos
El 2009 a Laires hi havia 124 unitats fiscals que integraven 324 persones, la mediana anual d'ingressos fiscals per persona era de 13.935 €.

### Activitats econòmiques
Dels 8 establiments que hi havia el 2007, 3 eren d'empreses de construcció, 2 d'empreses de comerç i reparació d'automòbils, 1 d'una empresa d'hostatgeria i restauració, 1 d'una empresa de serveis i 1 d'una entitat de l'administració pública.
Dels 4 establiments de servei als particulars que hi havia el 2009, 1 era un paleta, 1 fusteria, 1 empresa de construcció i 1 agència immobiliària.
L'any 2000 a Laires hi havia 17 explotacions agrícoles que ocupaven un total de 600 hectàrees.

## Equipaments sanitaris i escolars
El 2009 hi havia una escola elemental integrada dins d'un grup escolar amb les comunes properes formant una escola dispersa.

## Poblacions més properes
El següent diagrama mostra les poblacions més properes.